# Leichtathletik-Weltmeisterschaften 2017/Weitsprung der Frauen

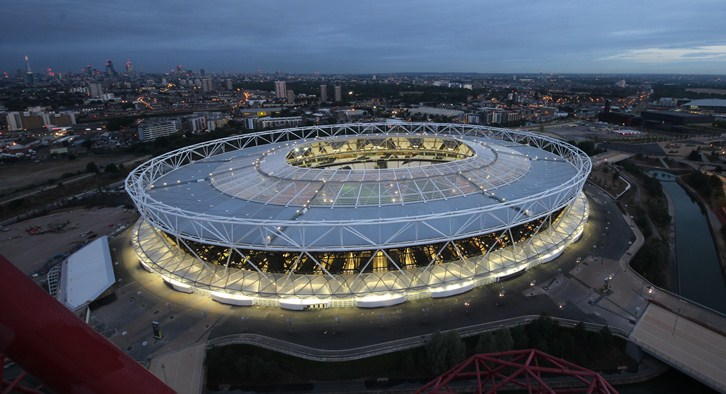
Das Olympiastadion London während der Weltmeisterschaften

Der Weitsprung der Frauen wurde bei den Leichtathletik-Weltmeisterschaften 2017 wurde am 9. und 11. August 2017 im Olympiastadion der englischen Hauptstadt London ausgetragen.
In diesem Wettbewerb gab es für die US-amerikanischen Weitspringerinnen mit Gold und Bronze zwei Medaillen. Ihren vierten Weltmeistertitel nach 2009, 2011 und 2013 errang die Olympiasiegerin von 2012 und Olympiazweite von 2016 Brittney Reese. Zweite wurde die unter neutraler Flagge startende Russin Darja Klischina, die 2014 EM-Bronze gewonnen hatte. Rang drei belegte die Titelverteidigerin, Weltmeisterin von 2005 und aktuelle Olympiasiegerin Tianna Bartoletta, die außerdem bei den Olympischen Spielen 2012 und 2016 jeweils Gold mit der 4-mal-100-Meter-Staffel errungen hatte.

## Bestehende Rekorde
| Weltrekord | Galina Tschistjakowa | 7,52 m | Leningrad, Sowjetunion (heute Russland) | 11. Juni 1988     |
| WM-Rekord  | Jackie Joyner-Kersee | 7,36 m | WM in Rom, Italien                      | 4. September 1987 |

Der bereits seit 1987 bestehende WM-Rekord blieb auch bei diesen Weltmeisterschaften unerreicht.

## Windbedingungen
In den folgenden Ergebnisübersichten sind die Windbedingungen zu den einzelnen Sprüngen benannt. Der erlaubte Grenzwert liegt bei zwei Metern pro Sekunde. Bei stärkerer Windunterstützung wird die Weite für den Wettkampf gewertet, findet jedoch keinen Eingang in Rekord- und Bestenlisten.

## Legende
Kurze Übersicht zur Bedeutung der Symbolik – so üblicherweise auch in sonstigen Veröffentlichungen verwendet:
| –   | verzichtet                                  |
| x   | ungültig                                    |
| r   | Wettkampf nicht fortgesetzt (retired)       |
| NWI | keine Windinformation (No Wind Information) |

## Qualifikation
9. August 2017, 19:10 Uhr Ortszeit (20:10 Uhr MESZ)
Die Athletinnen traten zu einer Qualifikationsrunde in zwei Gruppen an. Die für den direkten Finaleinzug geforderte Qualifikationsweite betrug 6,70 m. Da nur sechs Springerinnen diesen Wert übertrafen – hellblau unterlegt, wurde das Finalfeld mit den nachfolgend besten Springerinnen beider Gruppen auf insgesamt zwölf Teilnehmerinnen aufgefüllt – hellgrün unterlegt. So waren für die Finalteilnahme schließlich 6,46 m zu erbringen.

### Gruppe A
| Platz | Name                | Nation                      | 1. Versuch (m) Wind (m/s) | 2. Versuch (m) Wind (m/s) | 3. Versuch (m) Wind (m/s) | Resultat (m) |
| 01    | Darja Klischina     | Authorised Neutral Athletes | 6,51 / −0,8               | 6,66 / −0,5               | x                         | 6,66         |
| 02    | Tianna Bartoletta   | USA                         | 6,64 / −0,8               | x                         | 6,48 / −0,1               | 6,64         |
| 03    | Ivana Španović      | Serbien                     | 6,62 / −0,8               | r                         | –                         | 6,62         |
| 04    | Lauma Grīva         | Lettland                    | 6,50 / −1,3               | 6,58 / +0,7               | –                         | 6,58         |
| 05    | Claudia Salman-Rath | Deutschland                 | x                         | 6,42 / −0,4               | 6,52 / −1,9               | 6,52         |
| 06    | Chantel Malone      | Britische Jungferninseln    | 6,52 / −0,7               | x                         | x                         | 6,52         |
| 07    | Alina Rotaru        | Rumänien                    | 6,23 / −0,6               | 6,50 / −0,4               | 6,45 / −0,1               | 6,50         |
| 08    | Shara Proctor       | Großbritannien              | 6,07 / +0,7               | 6,26 / −1,0               | 6,45 / −0,9               | 6,45         |
| 09    | Quanesha Burks      | USA                         | 6,12 / −0,6               | 6,04 / −0,7               | 6,44 / −0,6               | 6,44         |
| 10    | Ese Brume           | Nigeria                     | 6,16 / +0,9               | 6,29 / −0,3               | 6,38 / +0,6               | 6,38         |
| 11    | Maryna Bech         | Ukraine                     | 6,35 / +0,4               | 6,36 / −0,4               | 6,33 / +0,1               | 6,36         |
| 12    | Jazmin Sawyers      | Großbritannien              | 6,17 / −0,2               | 5,98 / −0,6               | 6,34 / −0,9               | 6,34         |
| 13    | Naa Anang           | Australien                  | 6,22 / −0,5               | 5,07 / −0,1               | 6,27 / −1,1               | 6,27         |
| 14    | Ksenija Balta       | Estland                     | x                         | 5,81 / −0,6               | 6,15 / −0,9               | 6,15         |
| 15    | Rellie Kaputin      | Papua-Neuguinea             | x                         | 5,59 / −0,7               | x                         | 5,59         |

In Qualifikationsgruppe A ausgeschiedene Weitspringerinnen:

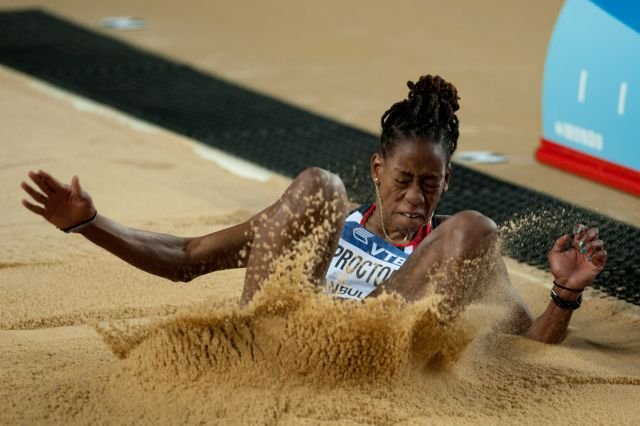
Shara Proctor Rang acht mit 6,45 m
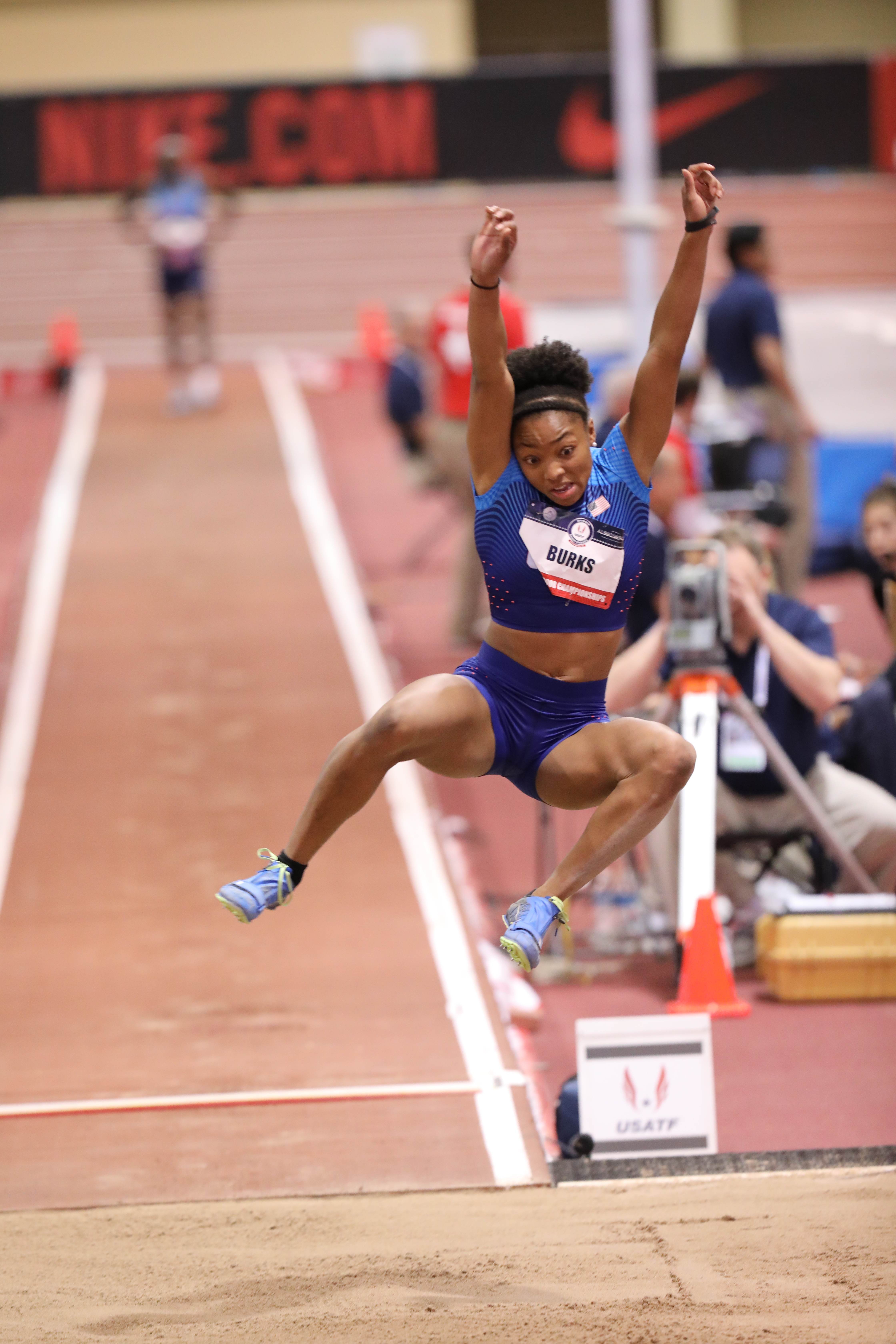
Quanesha Burks Rang neun mit 6,44 m
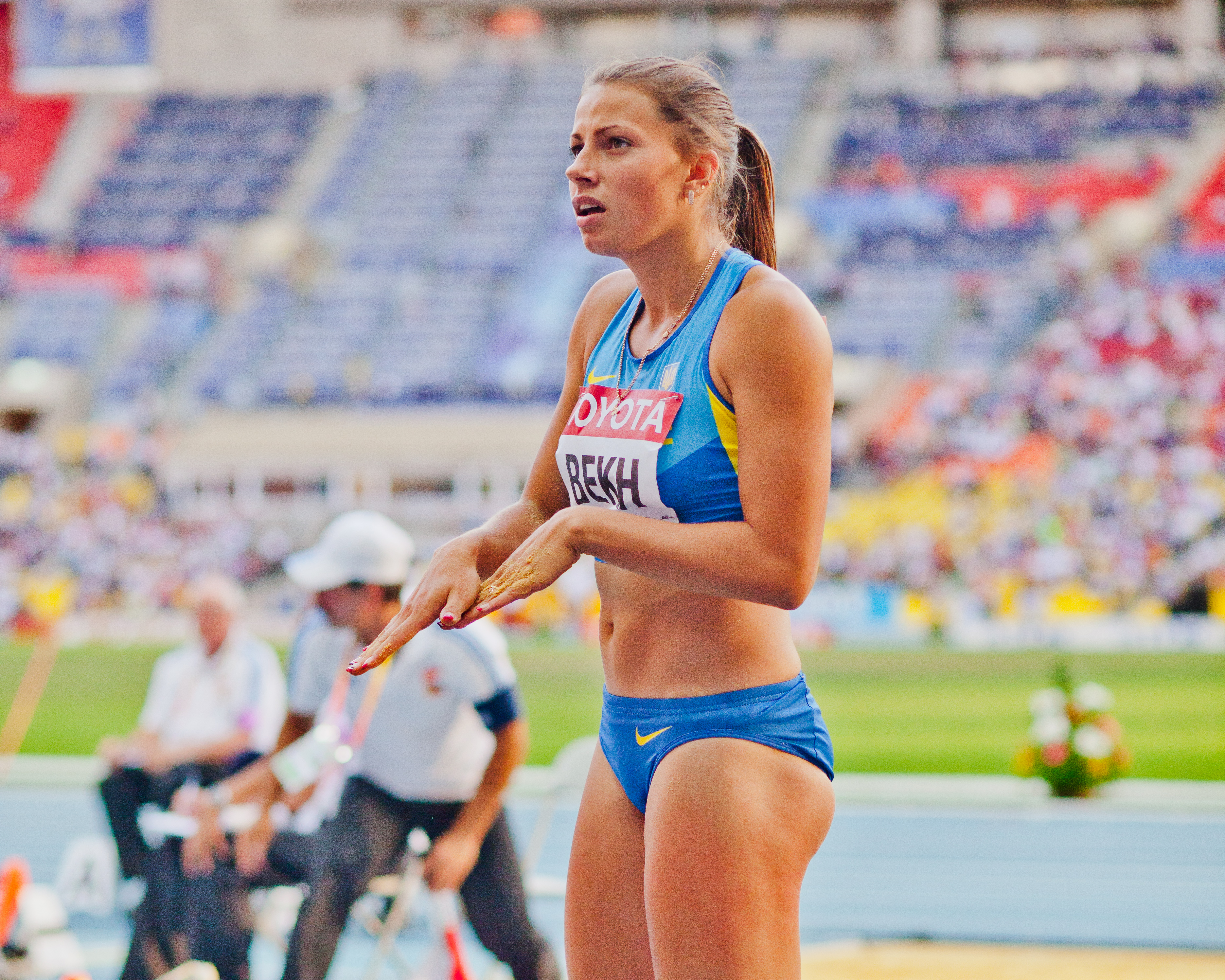
Maryna Bekh Rang zehn mit 6,36 m
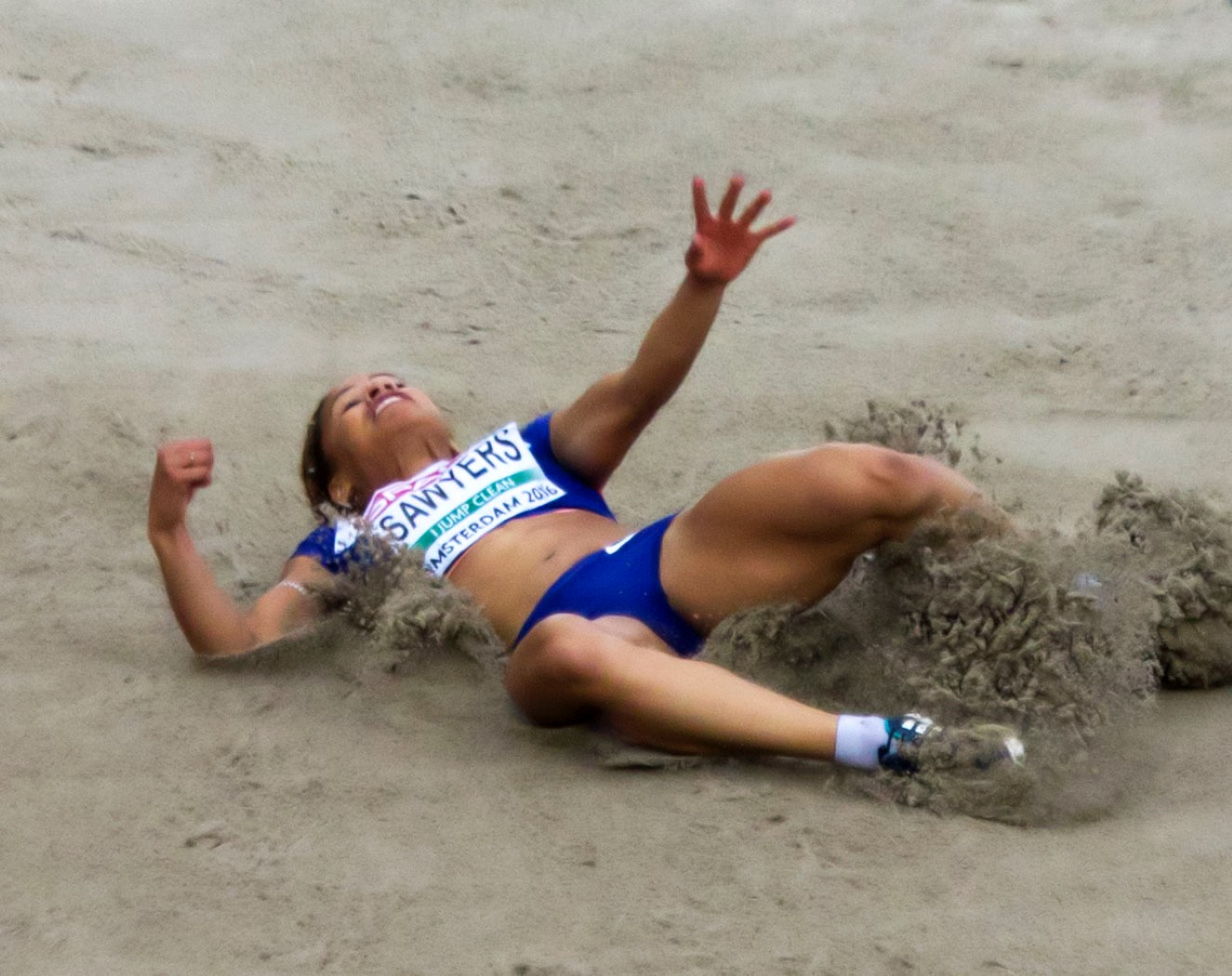
Jazmin Sawyers Rang zwölf mit 6,34 m
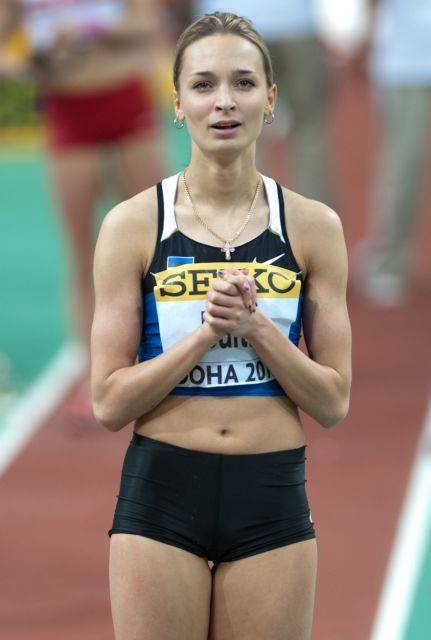
Ksenija Balta Rang vierzehn mit 6,15 m

### Gruppe B
| Platz | Name               | Nation         | 1. Versuch (m) Wind (m/s) | 2. Versuch (m) Wind (m/s) | 3. Versuch (m) Wind (m/s) | Resultat (m) |
| 01    | Lorraine Ugen      | Großbritannien | 6,63 / +0,8               | x                         | x                         | 6,63         |
| 02    | Blessing Okagbare  | Nigeria        | 6,21 / −0,2               | 6,51 / −0,5               | x                         | 6,51         |
| 03    | Brittney Reese     | USA            | 6,50 / +1,2               | 6,46 / +1,3               | 6,47 / −0,1               | 6,50         |
| 04    | Brooke Stratton    | Australien     | 6,43 / +0,4               | 6,46 / −0,1               | 6,43 / +1,4               | 6,46         |
| 05    | Eliane Martins     | Brasilien      | 6,46 / +1.0               | 6,41 / +1,2               | x                         | 6,46         |
| 06    | Nektaria Panagi    | Zypern         | 6,43 / NWI                | 6,29 / +1,5               | 6,33 / +1,4               | 6,43         |
| 07    | Khaddi Sagnia      | Schweden       | x                         | x                         | 6,42 / +0,9               | 6,42         |
| 08    | Christabel Nettey  | Kanada         | 6,36 / +0,2               | 6,20 / +1,3               | 6,15 / +0,6               | 6,36         |
| 09    | Sha'Keela Saunders | USA            | 6,25 / +0,4               | 6,32 / −0,4               | 6,24 / +0,6               | 6,32         |
| 10    | Alexandra Wester   | Deutschland    | x                         | 5,95 / +1,2               | 6,27 / +1,1               | 6,27         |
| 11    | Laura Strati       | Italien        | 6,21 / +0,9               | x                         | 6,19 / +0,3               | 6,21         |
| 12    | Chaido Alexouli    | Griechenland   | x                         | 5,94 / −0,4               | x                         | 5,94         |
| 13    | Angela Moroșanu    | Rumänien       | 5,79 / −0,3               | 5,39 / −0,2               | 5,92 / +1,2               | 5,92         |
| 14    | Bianca Stuart      | Bahamas        | 4,25 / +0,6               | x                         | 5,91 / −0,2               | 5,91         |
| 15    | Jessamyn Sauceda   | Mexiko         | 5,61 / −0,3               | 5,42 / +0,1               | 5,46 / +1,8               | 5,61         |

In Qualifikationsgruppe B ausgeschiedene Weitspringerinnen:

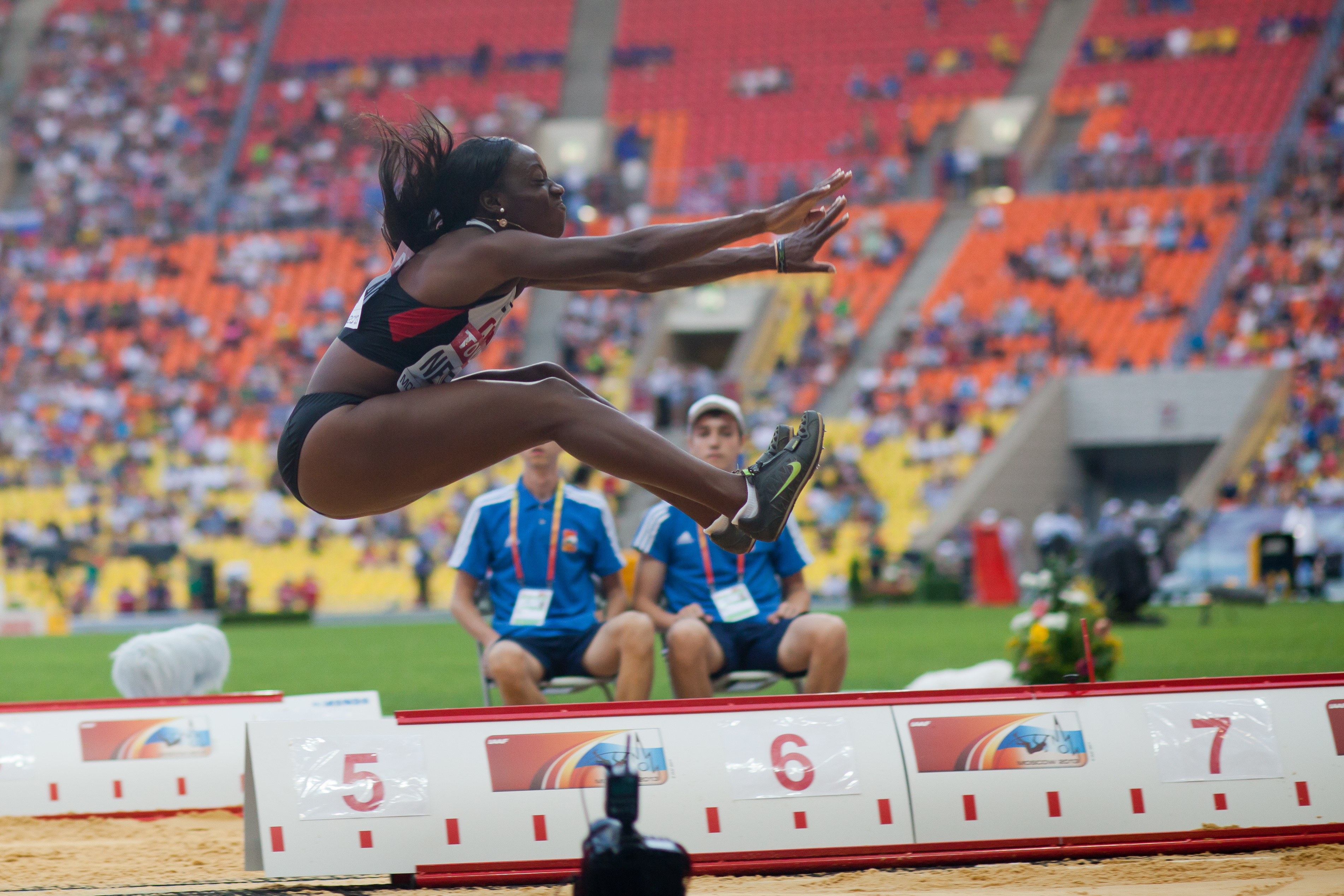
Christabel Nettey Rang acht mit 6,36 m
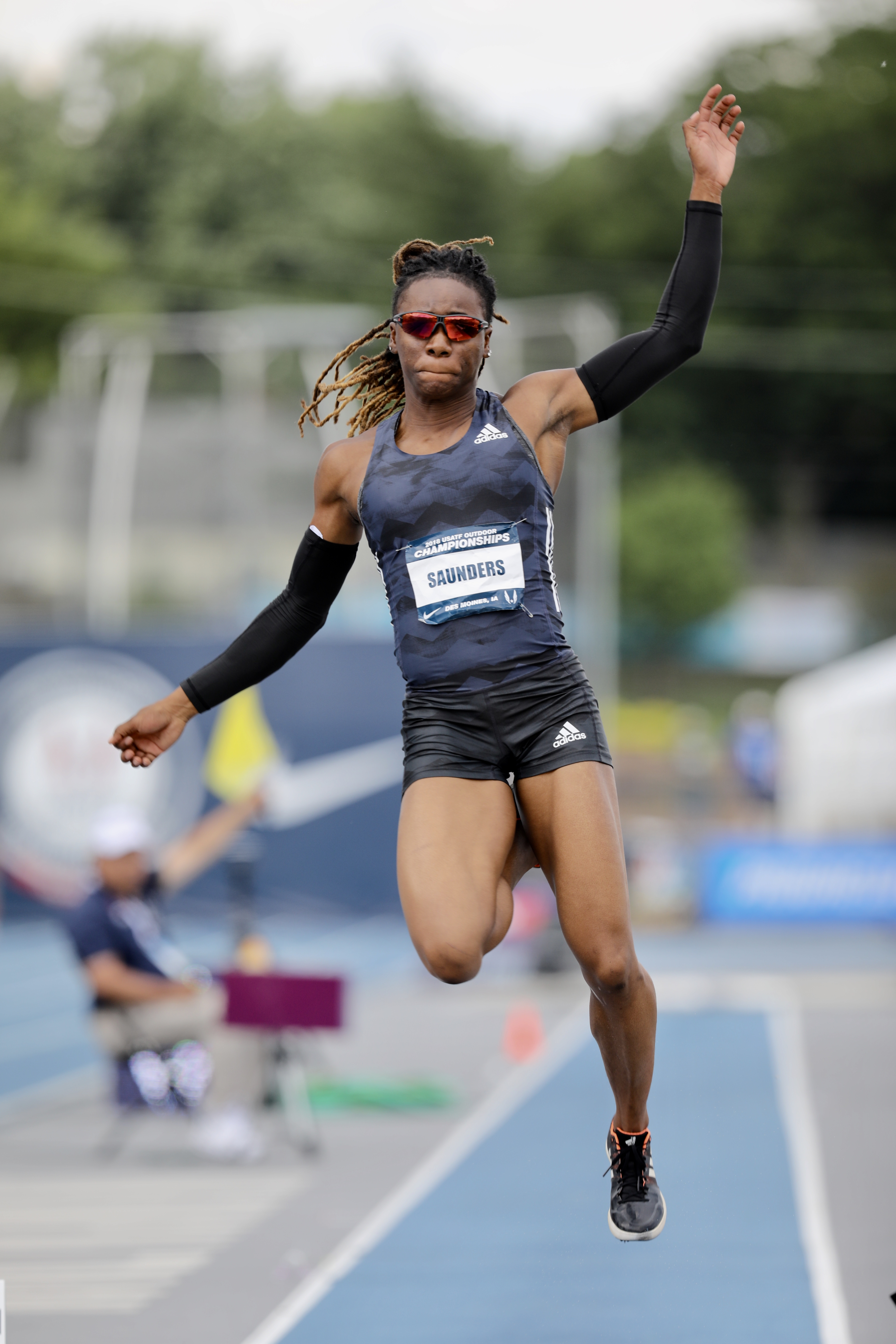
Shakeelah Saunders Rang neun mit 6,32 m
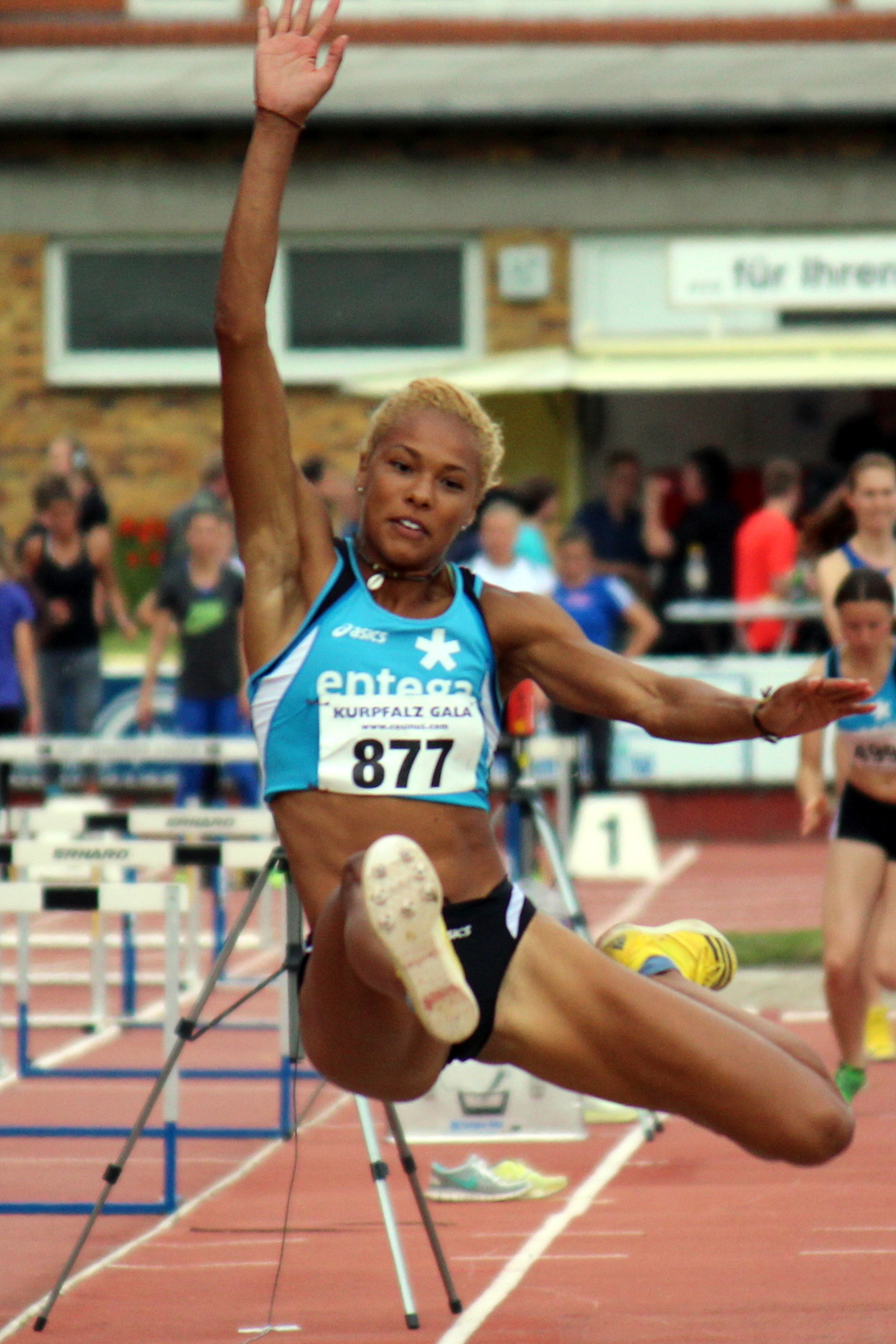
Alexandra Wester Rang zehn mit 6,27 m
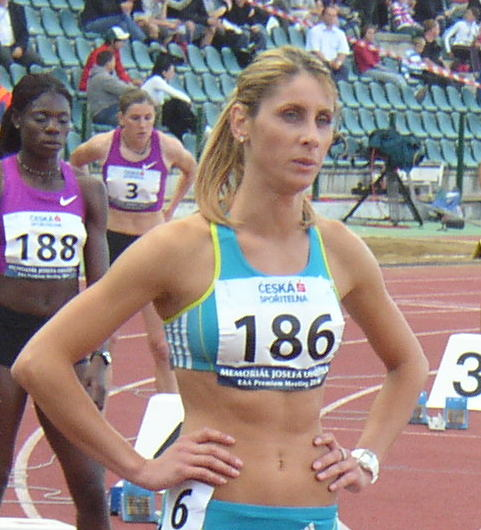
Angela Moroșanu Rang dreizehn mit 5,92 m
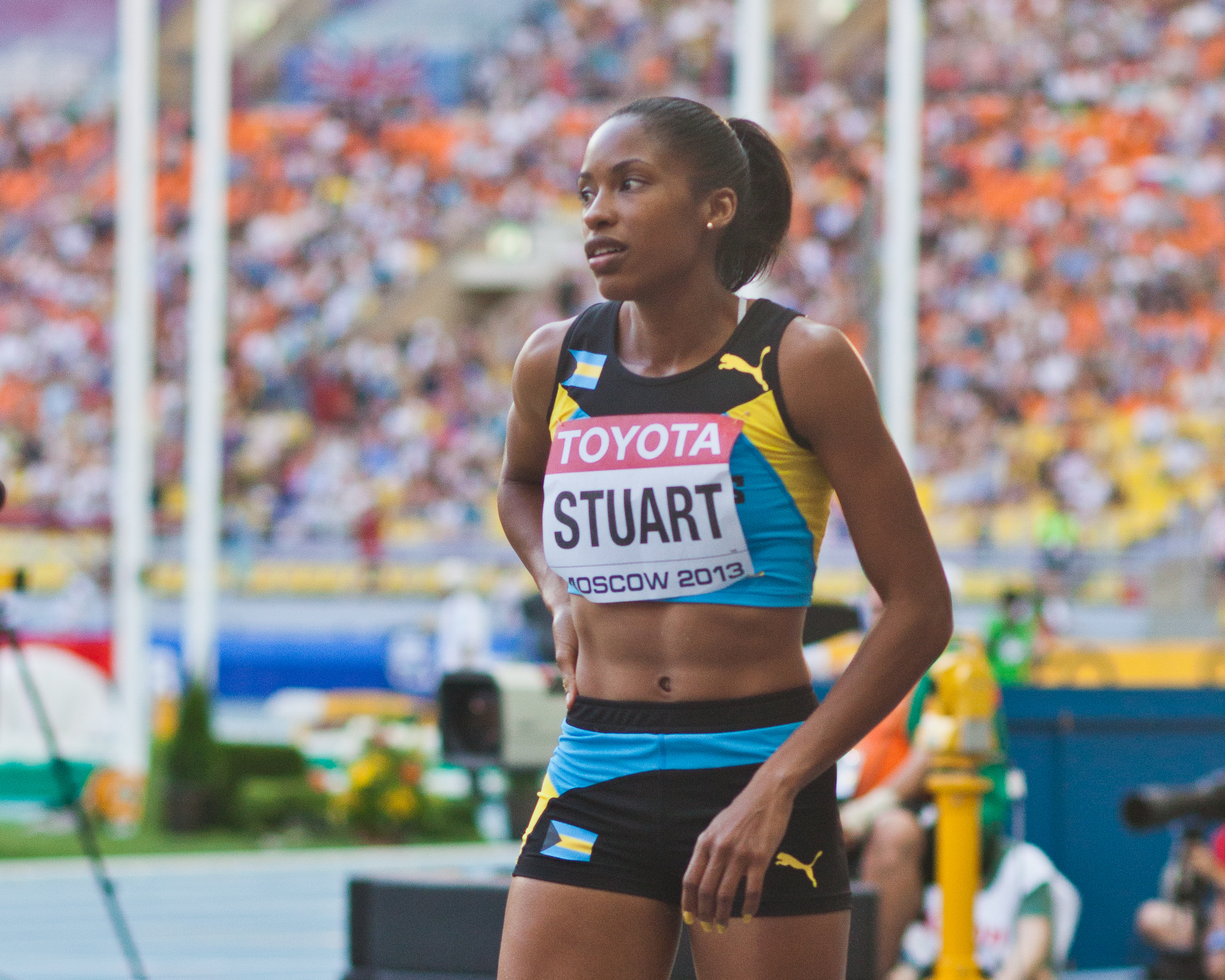
Bianca Stuart Rang vierzehn mit 5,91 m

## Finale
11. August 2017, 19:10 Uhr Ortszeit (20:10 Uhr MESZ)
Zum engsten Favoritenkreis gehörten die US-Amerikanerin Tianna Bartoletta als Weltmeisterin von 2015 und Olympiasiegerin von 2016, ihre Landsfrau Brittney Reese, unter anderem Olympiazweite von 2016, Olympiasiegerin von 2012 und Weltmeisterin von 2013 sowie die serbische Olympiadritte von 2016, WM-Dritte von 2015 und Europameisterin von 2016 Ivana Španović.
Mit Weiten unter 6,80 m begann der Wettbewerb im ersten Durchgang etwas schleppend. Die unter neutraler Flagge startende Darja Klischina führte mit 6,78 m vor Reese mit 6,75 m. In Runde zwei setzte sich Španović mit 6,96 m an die Spitze, Klischina verbesserte sich auf 6,88 m. Mit ihrem dritten Sprung erzielte Reese 7,02 m. Vor den drei Finaldurchgängen der besten Acht führte Reese vor Španović und Klischina. Vierte war die Britin Lorraine Ugen mit 6,72 m vor der Australierin Brooke Stratton. Bartoletta folgte mit ziemlich bescheidenen 6,60 m auf Platz sechs.
In Runde vier steigerten sich Klischina auf 6,91 m und Bartoletta auf 6,64 m, was an der Rangfolge jedoch nichts änderte. Im fünften Durchgang gelangen Klischina genau 7,00 m, womit sie Španović auf den dritten Platz verdrängte. Bartoletta kam jetzt auch besser zurecht. Sie verbesserte sich mit 6,88 m auf Rang vier. Mit ihrem letzten Sprung erzielte Tianna Bartoletta 6,97 m und gewann damit die Bronzemedaille. Die um nur einen Zentimeter geschlagene Ivana Španović erzielte mit 6,91 m noch einmal eine gute Weite, blieb damit jedoch Vierte. Auf den ersten beiden Plätzen gab es keine Änderungen mehr. Brittney Reese errang den Weltmeistertitel, Darja Klischina gewann Silber. Auch von Platz fünf an hatte sich in den Finaldurchgängen nichts mehr verändert. Lorraine Ugen wurde Fünfte vor Brooke Stratton. Chantel Malone von den Britischen Jungferninseln und die Nigerianerin Blessing Okagbare belegten die Ränge sieben und acht.
| Platz | Name                | Nation                      | 1. Versuch (m) Wind (m/s) | 2. Versuch (m) Wind (m/s) | 3. Versuch (m) Wind (m/s) | 4. Versuch (m) Wind (m/s)                     | 5. Versuch (m) Wind (m/s)                     | 6. Versuch (m) Wind (m/s)                     | Resultat (m) |
|       | Brittney Reese      | USA                         | 6,75 / −0,6               | x                         | 7,02 / +0,1               | x                                             | x                                             | x                                             | 7,02         |
|       | Darja Klischina     | Authorised Neutral Athletes | 6,78 / +0,2               | 6,88 / +0,2               | x                         | 6,91 / +0,8                                   | 7,00 / −0,3                                   | 6,83 / +0,4                                   | 7,00 SB      |
|       | Tianna Bartoletta   | USA                         | 6,56 / +0,1               | 6,60 / −0,1               | x                         | 6,64 / −0,3                                   | 6,88 / +1,1                                   | 6,97 / −0,2                                   | 6,97         |
| 04    | Ivana Španović      | Serbien                     | x                         | 6,96 / +0,1               | 6,77 / −0,9               | x                                             | x                                             | 6,91 / +0,5                                   | 6,96         |
| 05    | Lorraine Ugen       | Großbritannien              | x                         | x                         | 6,72 / +0,6               | x                                             | x                                             | 6,40 / +0,3                                   | 6,72         |
| 06    | Brooke Stratton     | Australien                  | 6,27 / −0,9               | 6,54 / −0,4               | 6,67 / −0,9               | 6,55 / +0,2                                   | 6,67 / ±0,0                                   | 6,64 / +0,2                                   | 6,67         |
| 07    | Chantel Malone      | Britische Jungferninseln    | 6,52 / +0,3               | 6,44 / +0,1               | 6,57 / −0,1               | x                                             | x                                             | 6,52 / −0,8                                   | 6,57         |
| 08    | Blessing Okagbare   | Nigeria                     | 6,40 / +0,4               | 6,55 / +0,2               | 6,47 / +1,2               | 6,49 / −0,2                                   | x                                             | 6,31 / ±0,0                                   | 6,55         |
| 09    | Lauma Grīva         | Lettland                    | 6,54 / +1,0               | x                         | 6,42 / +0,6               | nicht im Finale der besten acht Springerinnen | nicht im Finale der besten acht Springerinnen | nicht im Finale der besten acht Springerinnen | 6,54         |
| 10    | Claudia Salman-Rath | Deutschland                 | 6,39 / +0,7               | 6,29 / +0,2               | 6,54 / +0,8               | nicht im Finale der besten acht Springerinnen | nicht im Finale der besten acht Springerinnen | nicht im Finale der besten acht Springerinnen | 6,54         |
| 11    | Eliane Martins      | Brasilien                   | 6,52 / +1,2               | x                         | x                         | nicht im Finale der besten acht Springerinnen | nicht im Finale der besten acht Springerinnen | nicht im Finale der besten acht Springerinnen | 6,52         |
| 12    | Alina Rotaru        | Rumänien                    | 6,29 / −0,2               | 6,20 / +0,3               | 6,46 / −0,3               | nicht im Finale der besten acht Springerinnen | nicht im Finale der besten acht Springerinnen | nicht im Finale der besten acht Springerinnen | 6,46         |

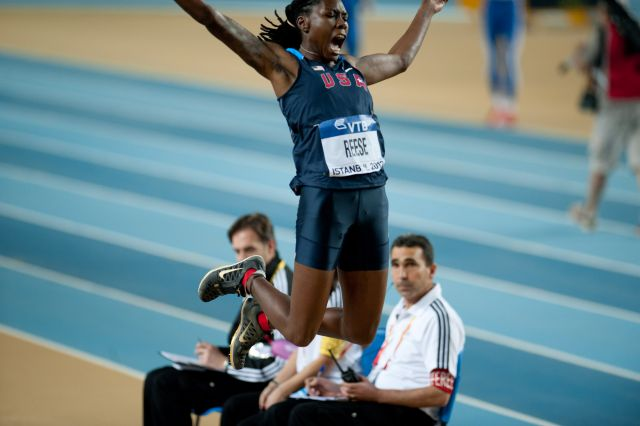
Weltmeisterin Brittney Reese
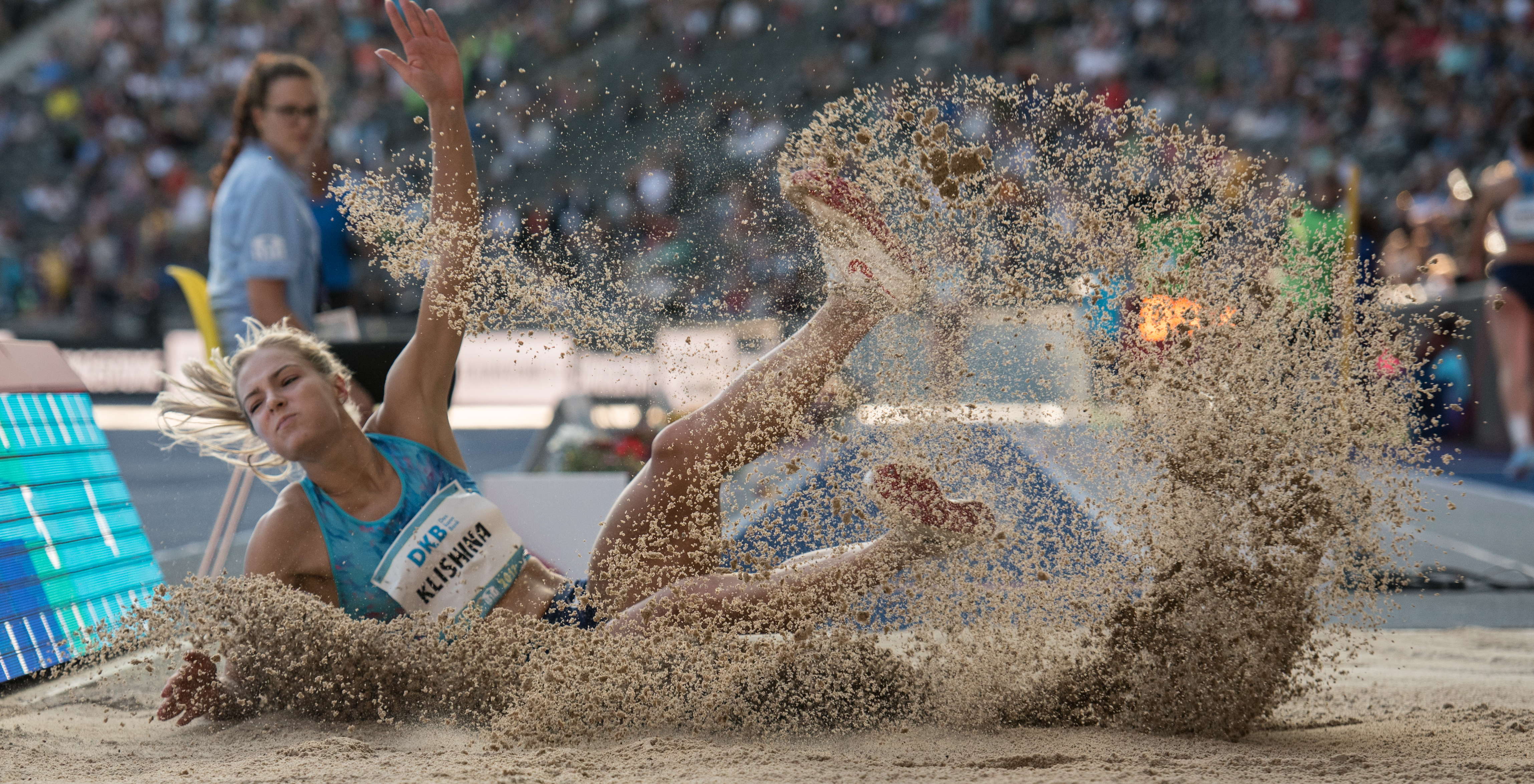
Vizeweltmeisterin Darja Klischina
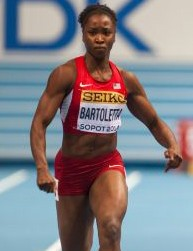
Bronzemedaillengewinnerin Tianna Bartoletta

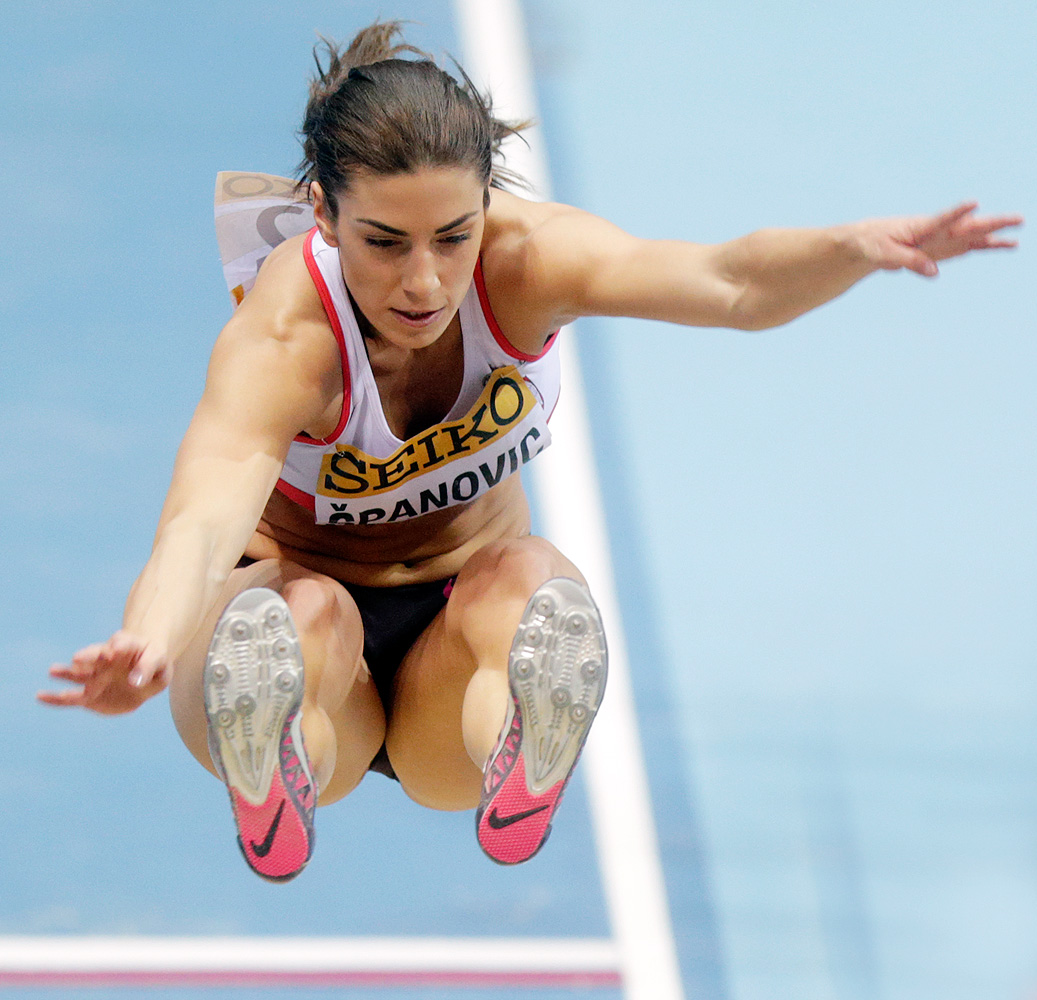
Ivana Španović belegte Rang vier
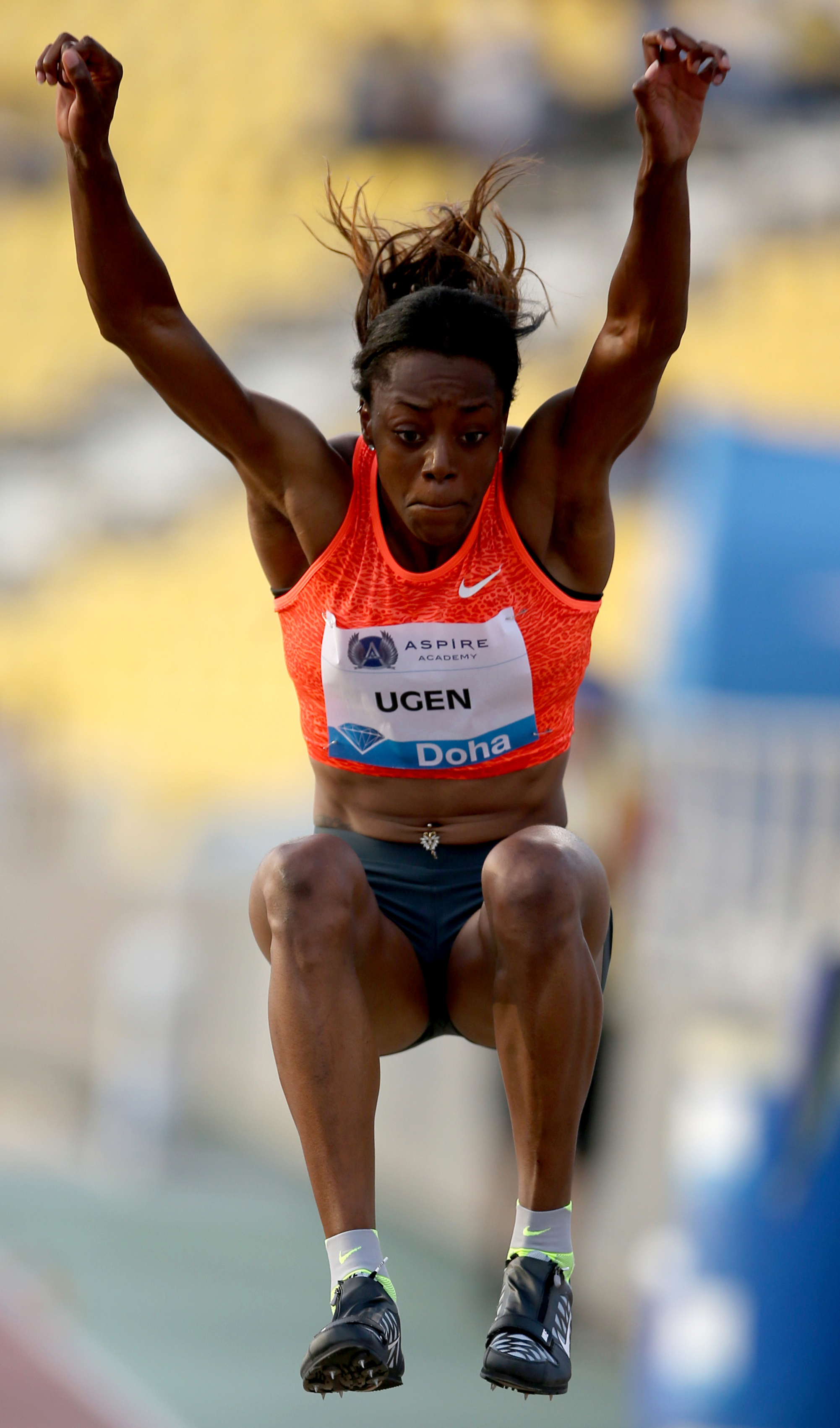
Lorraine Ugen kam auf den fünften Platz
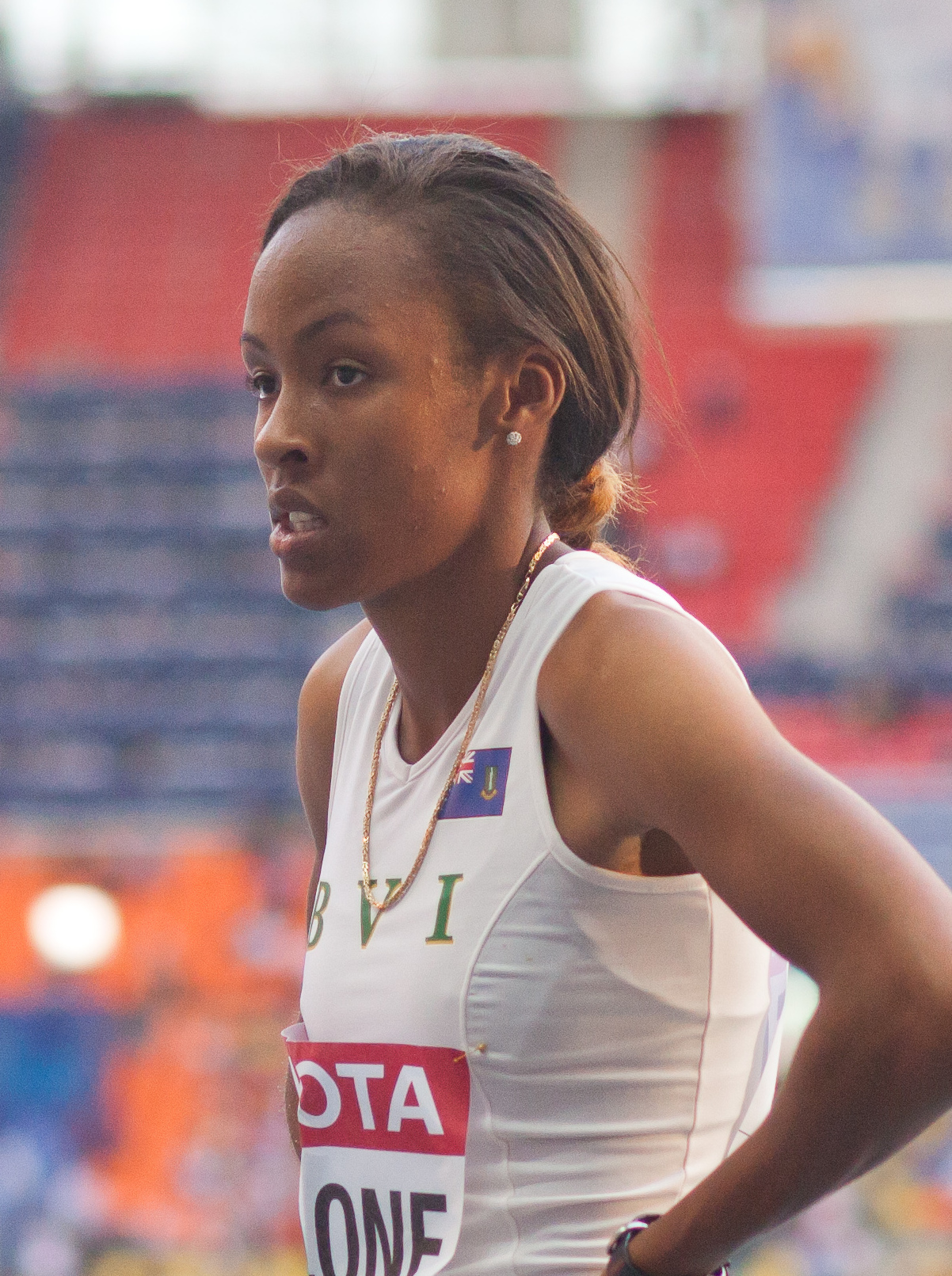
Chantal Malone erreichte Platz sieben
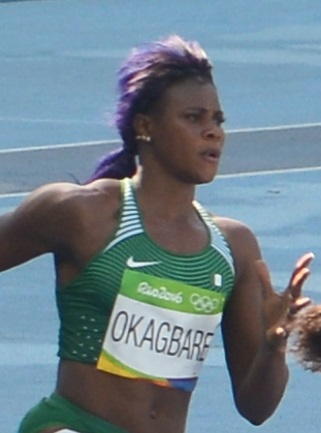
Rang acht für Blessing Okagbare – hier als Sprinterin
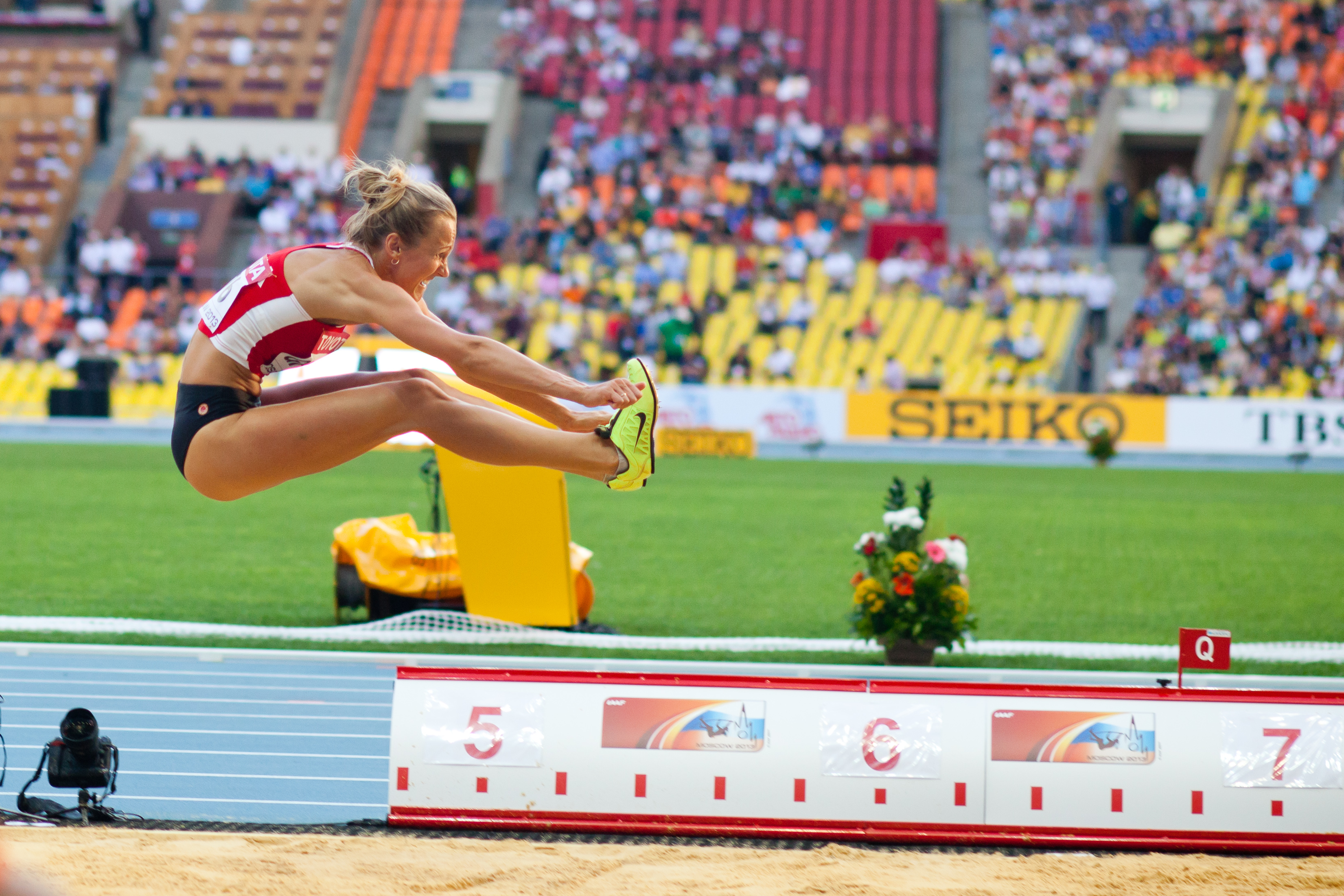
Lauma Grīva erreichte Platz neun
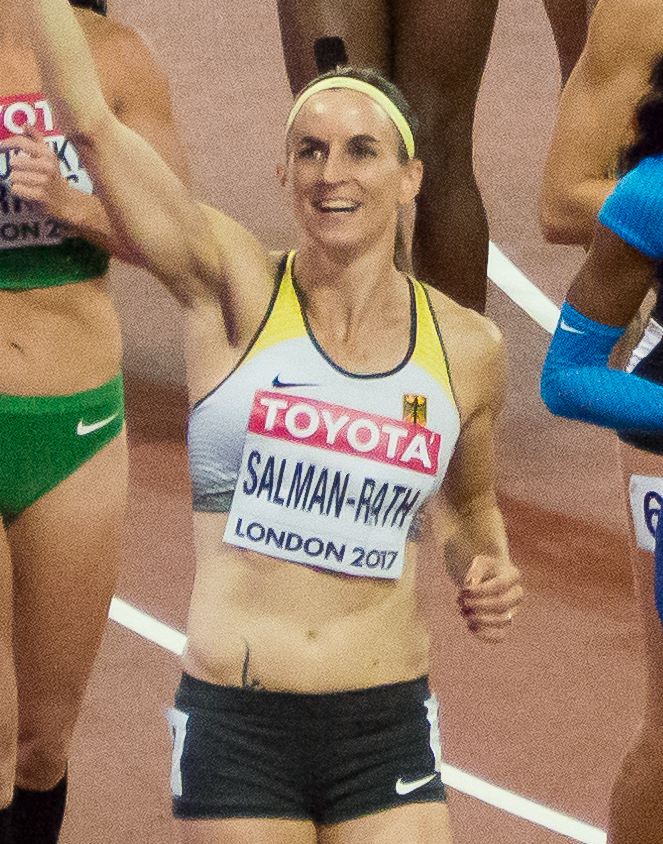
Claudia Salman-Rath wurde Zehnte
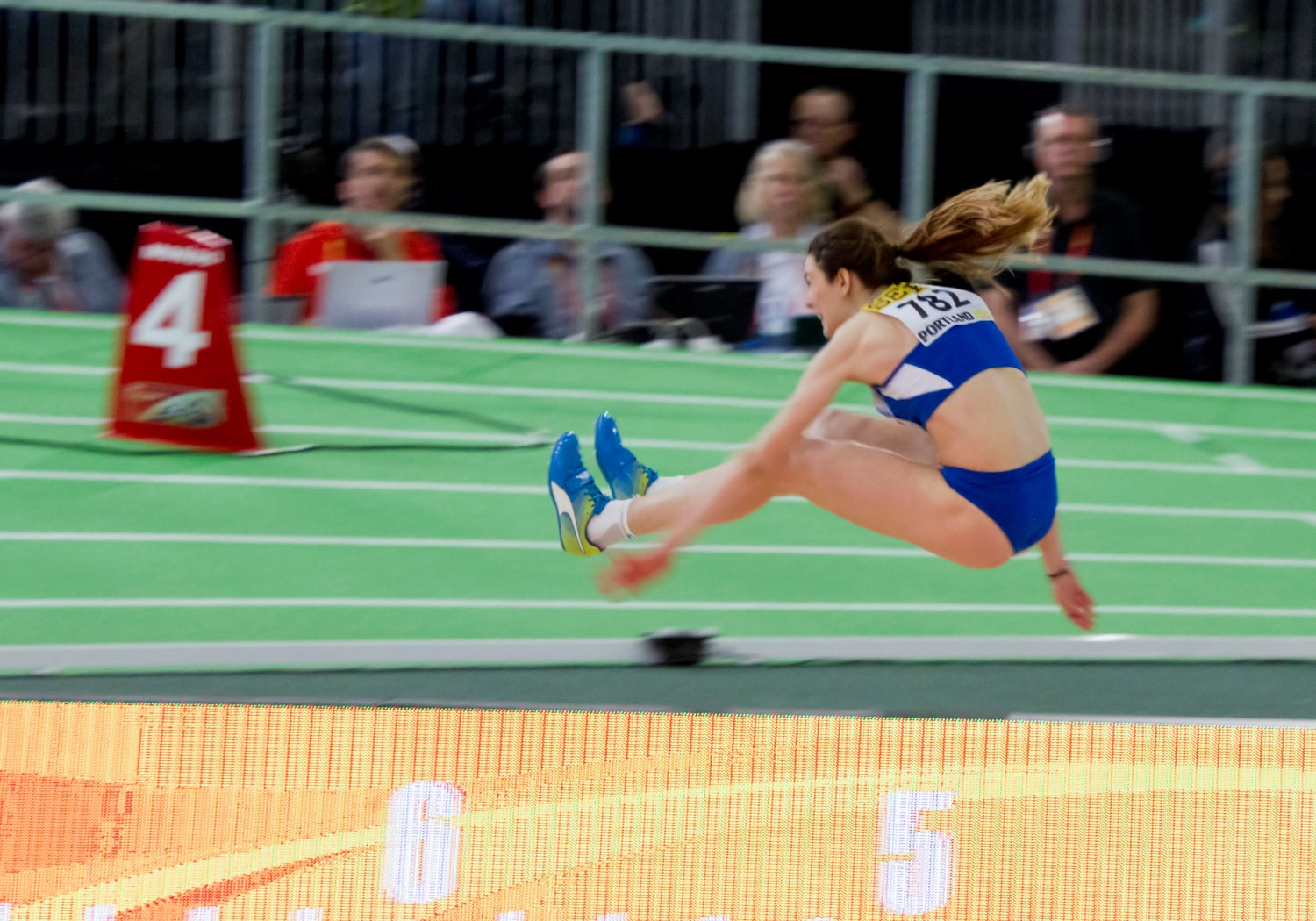
Alina Rotaru belegten Rang zwölf

## Video
- WCH London 2017 Highlights - Long Jump - Women - Final - Reese wins, youtube.com, abgerufen am 18. Dezember 2018